# Andy Fairweather Low
Andrew Fairweather Low, detto Andy (Ystrad Mynach, 2 agosto 1948), è un cantautore e chitarrista gallese.

## Carriera
Dal 1966 al 1969 è stato il leader del gruppo rock Amen Corner, di cui faceva parte anche il tastierista Blue Weaver. La band ha pubblicato il primo album in studio Round Amen Corner nel 1968 e ha inciso alcuni brani di successo come Gin House Blues e (If Paradise Is) Half as Nice, versione inglese de Il paradiso della vita scritta da Lucio Battisti per Ambra Borelli e poi portata al successo in Italia da Patty Pravo col titolo Il paradiso.
Negli anni '70 e '80 ha lavorato come turnista al fianco di Roy Wood, Leo Sayer, Albion Band, Gerry Rafferty e altri artisti o gruppi.
Nel 1978 collabora con i The Who come corista nell'album Who Are You.
Nel 1993 appare nell'album Psychoderelict di Pete Townshend. Collabora come chitarrista nell'album Joe Satriani di Joe Satriani (1995). Ha suonato in due dischi di Roger Waters: Radio K.A.O.S. (1987) e Amused to Death (1992). Appare in The Wall - Live in Berlin come membro della The Bleeding Hearts Band e ha suonato dal vivo con Roger Waters in diversi tour anche negli anni 2000.
Collabora con Eric Clapton in Unplugged (1992), From the Cradle (1994) e One More Car, One More Rider (2002) e Concert for George (2002). Sempre con Clapton è sul palco nel concerto Live in Budokan (2001). È chitarrista e corista in Live in Japan di George Harrison (1992).
Nell'agosto 2006 pubblica il suo primo album in studio in ventisei anni di carriera; si tratta di Sweet Soulful Music, prodotto da Glyn Johns.
Nel 2011 collabora con Kate Bush per il singolo Wild Man, inserito nell'album 50 Words for Snow.
Nel novembre 2013 sul palco del Baloise Session, Basilea, con Eric Clapton.